# Kronika z Morei
Kronika z Morei (grec. Το χρονικόν του Μορέως) – tytuł anonimowego dzieła zachowanego w wersji greckiej, francuskiej, aragońskiej w postaci wierszowanej kroniki
Dzieło przedstawia frankijskie panowanie na Peloponezie (1204-1292). Opis wydarzeń zaczyna się od wydarzeń I krucjaty. Grecka wersja kroniki zachowana jest w jednym rękopisie z około 1380 roku, zawiera 9219 wierszy politycznych. Powstanie wersji francuskiej przypada na lata 1341-1346. Autora Kroniki cechuje niechęć do Bizantyńczyków i prawosławia. Kronika z Morei jest ważnym źródło do dziejów Księstwa Achai. W Kronice z Morei po raz pierwszy użyto politycznego wiersza w języku ludowym do przedstawienia wydarzeń historycznych.